# ۱۶۲ (عدد)
۱۶۲(صد و شصت و دو) یک عدد طبیعی است که بعد از ۱۶۱ و قبل از ۱۶۳ قرار دارد.